# Nanyamba (TC)
Nanyamba (TC) ist ein Stadt-Distrikt (Town Council) in der Region Mtwara in Tansania. Er grenzt im Süden an Mosambik, im Südwesten an den Distrikt Tandahimba, im Nordwesten an die Region Lindi und im Norden und im Osten an den Distrikt Mtwara. Das Verwaltungszentrum liegt in der Stadt Nanyamba.

## Geographie

### Lage
Der Distrikt hat eine Fläche von 1438 Quadratkilometern, 132.624 Einwohner (Volkszählung 2022) und liegt 50 Kilometer westlich der Regionshauptstadt Mtwara. Die Grenze im Süden bildet der Fluss Rovuma, der in rund 50 Meter Seehöhe die Grenze zu Mosambik bildet. Von seinem Ufer steigt das Land steil 100 Meter an. Daran schließt das Makonde-Plateau an, das großteils zwischen 200 und 300 Meter über dem Meer liegt. Hier gibt es weder Flüsse, die ganzjährig Wasser führen, noch Seen.

### Klima
Der Distrikt hat zwei Jahreszeiten. Die Trockenzeit dauert von Mai bis November, die Regenzeit von Dezember bis April. Insgesamt regnet es 800 bis 900 Millimeter im Jahr. Die Temperatur schwankt zwischen 23 und 32 Grad Celsius.

## Geschichte
Der Distrikt wurde im Jahr 2015 gegründet.

## Verwaltungsgliederung
Nanyamba besteht aus einem Wahlkreis mit 17 Bezirken:
- Kitaya
- Kiromba
- Njengwa
- Nitekela
- Nanyamba
- Mtiniko
- Mnima
- Chawi
- Namtumbuka
- Milangominne
- Mbembaleo
- Mtimbwilimbwi
- Dinyecha
- Hinju
- Kiyanga
- Mnongodi
- Nyundo

## Bevölkerung
Der Großteil der Bewohner zählt zur Ethnie der Makonde.

## Einrichtungen und Dienstleistungen
- Bildung: Im Distrikt befinden sich 63 Grundschulen und 10 weiterführende Schulen.[6]
- Gesundheit: Für die medizinische Versorgung der Bevölkerung stehen 3 Gesundheitszentren zur Verfügung.[6]
- Wasser: Im Jahr 2016 wurden 42 Prozent der Bevölkerung mit sauberem Wasser versorgt. Beinahe die Hälfte der Wasserversorgung beruht auf der Sammlung von Regenwasser, weniger als ein Viertel der Bevölkerung wird mit Leitungswasser versorgt.[7]

## Wirtschaft und Infrastruktur
- Landwirtschaft: Mehr als 90 Prozent der Bevölkerung betreiben Landwirtschaft. Angebaut werden vor allem Mais, Reis, Sorghum und Hülsenfrüchten zur Selbstversorgung und Cashew-Nüsse, Sesam und Erdnüsse für den Verkauf. Auch Haustiere werden gehalten, überwiegend Ziegen und Hühner. Ein geringes Zusatzeinkommen wird durch Verarbeitung der landwirtschaftlichen Produkte erzielt.[8]
- Straße:Die wichtigste Straßenverbindung ist die Regionalstraße nach Mtwara, die teilweise asphaltiert ist. Die 400 Kilometer Distriktstraßen, sind größtenteils Naturstraßen.[9][4]
- Kommunikation: Im Distrikt betreiben Vodacom, Airtel, Zantel und Tigo Mobilfunknetze. Daneben gibt es Festnetztelefonie, Radio- und Fernsehsender.[8]